# إليزابيث أرمسترونغ ريد
إليزابيث أرمسترونغ ريد (بالإنجليزية: Elizabeth Armstrong Reed)‏ هي مستشرقة أمريكية، ولدت في 16 مايو 1842 في Winthrop, Maine ‏ في الولايات المتحدة، وتوفيت في 18 يونيو 1915.